# Dacus triater
Dacus triater är en tvåvingeart som beskrevs av Munro 1937. Dacus triater ingår i släktet Dacus och familjen borrflugor. Inga underarter finns listade i Catalogue of Life.